# Franz Josef Jung
Franz Josef Jung (Erbach, 5 de março de 1949) é um político alemão, afiliado à CDU.

## Biografia
Foi Ministro da Defesa entre novembro de 2005 e outubro de 2009 no Governo Merkel I. No Governo Merkel II é o atual Ministro do Trabalho e da Solidariedade Social. Em 27 de novembro de 2009 renunciou do cargo por causa de uma polêmica em torno da ocultação de informação sobre um ataque aéreo no Afeganistão ordenado por tropas alemãs, quando ainda era ministro da Defesa. Jung será sucedido por Ursula von der Leyen, a atual ministra da Família, Pessoas Idosas, Mulheres e Jovens.
É doutorado em direito. Católico, é casado e tem 3 filhos.